# Saison 2025-2026 du Magic d'Orlando
La saison 2025-2026 du Magic d'Orlando est la 37e saison de la franchise au sein de la National Basketball Association (NBA).

## Draft
| Tour | Choix | Joueur          | Poste | Nationalité | Provenance                 |
| ---- | ----- | --------------- | ----- | ----------- | -------------------------- |
| 1    | 25    | Jase Richardson | SG    | États-Unis  | Spartans de Michigan State |
| 2    | 46    | Amari Williams  | C     | États-Unis  | Wildcats du Kentucky       |
| 2    | 57    | Max Shulga      | SG    | Ukraine     | Rams de VCU                |

## Matchs

### Summer League
| Summer League Total: 0-5 |

| Match | Date match | Équipe        | Score   | Meilleur marqueur     | Meilleur rebondeur  | Meilleur passeur     | Lieux Spectateurs      | Série |
| ----- | ---------- | ------------- | ------- | --------------------- | ------------------- | -------------------- | ---------------------- | ----- |
| 1     | 10 juillet | Sacramento    | D 81-84 | Tristan da Silva (19) | Kylor Kelley (10)   | Tristan da Silva (5) | Cox Pavilion 0         | 0 - 1 |
| 2     | 13 juillet | Toronto       | D 86-89 | Wendell Moore (22)    | Noah Penda (14)     | Jase Richardson (4)  | Thomas & Mack Center 0 | 0 - 2 |
| 3     | 15 juillet | Oklahoma City | D 75-92 | Ethan Thompson (16)   | Wendell Moore (10)  | Alondes Williams (4) | Thomas & Mack Center 0 | 0 - 3 |
| 4     | 16 juillet | Brooklyn      | D 90-94 | Moore, Penda (17)     | Zach Freemantle (9) | Johnell Davis (4)    | Cox Pavilion 0         | 0 - 4 |
| 5     | 18 juillet | Dallas        | D 69-92 | Wendell Moore (14)    | Wendell Moore (8)   | Jalen Crutcher (5)   | Thomas & Mack Center 0 | 0 - 5 |

### Pré-saison
| Pré-saison Total: 0-0 (Domicile : 0-0; Extérieur : 0-0) |

### Saison régulière
| Saison régulière Total: 0-0 (Domicile : 0-0; Extérieur : 0-0) |

### Confrontations en saison régulière
| Conférence Est      | Conférence Est                        | Conférence Est                        | Conférence Est                        | Conférence Est                        | Conférence Ouest                      | Conférence Ouest                      | Conférence Ouest                      |
| Division Atlantique | Division Atlantique                   | Division Atlantique                   | Division Atlantique                   | Division Atlantique                   | Division Nord-Ouest                   | Division Nord-Ouest                   | Division Nord-Ouest                   |
| Équipe              | Domicile                              | Domicile                              | Extérieur                             | Extérieur                             | Équipe                                | Domicile                              | Extérieur                             |
| ------------------- | ------------------------------------- | ------------------------------------- | ------------------------------------- | ------------------------------------- | ------------------------------------- | ------------------------------------- | ------------------------------------- |
| Boston              |                                       |                                       |                                       |                                       | Denver                                |                                       |                                       |
| Brooklyn            |                                       |                                       |                                       |                                       | Minnesota                             |                                       |                                       |
| New York            |                                       |                                       |                                       |                                       | Oklahoma City                         |                                       |                                       |
| Philadelphie        |                                       |                                       |                                       |                                       | Portland                              |                                       |                                       |
| Toronto             |                                       |                                       |                                       |                                       | Utah                                  |                                       |                                       |
| Division            | 0–0 (Domicile : 0–0; Extérieur : 0–0) | 0–0 (Domicile : 0–0; Extérieur : 0–0) | 0–0 (Domicile : 0–0; Extérieur : 0–0) | 0–0 (Domicile : 0–0; Extérieur : 0–0) | Division                              | 0–0 (Domicile : 0–0; Extérieur : 0–0) | 0–0 (Domicile : 0–0; Extérieur : 0–0) |
| Division Centrale   | Division Centrale                     | Division Centrale                     | Division Centrale                     | Division Centrale                     | Division Pacifique                    | Division Pacifique                    | Division Pacifique                    |
| Équipe              | Domicile                              | Domicile                              | Extérieur                             | Extérieur                             | Équipe                                | Domicile                              | Extérieur                             |
| Chicago             |                                       |                                       |                                       |                                       | Golden State                          |                                       |                                       |
| Cleveland           |                                       |                                       |                                       |                                       | L.A. Clippers                         |                                       |                                       |
| Détroit             |                                       |                                       |                                       |                                       | L.A. Lakers                           |                                       |                                       |
| Indiana             |                                       |                                       |                                       |                                       | Phoenix                               |                                       |                                       |
| Milwaukee           |                                       |                                       |                                       |                                       | Sacramento                            |                                       |                                       |
| Division            | 0–0 (Domicile : 0–0; Extérieur : 0–0) | 0–0 (Domicile : 0–0; Extérieur : 0–0) | 0–0 (Domicile : 0–0; Extérieur : 0–0) | 0–0 (Domicile : 0–0; Extérieur : 0–0) | Division                              | 0–0 (Domicile : 0–0; Extérieur : 0–0) | 0–0 (Domicile : 0–0; Extérieur : 0–0) |
| Division Sud-Est    | Division Sud-Est                      | Division Sud-Est                      | Division Sud-Est                      | Division Sud-Est                      | Division Sud-Ouest                    | Division Sud-Ouest                    | Division Sud-Ouest                    |
| Équipe              | Domicile                              | Domicile                              | Extérieur                             | Extérieur                             | Équipe                                | Domicile                              | Extérieur                             |
| Atlanta             |                                       |                                       |                                       |                                       | Dallas                                |                                       |                                       |
| Charlotte           |                                       |                                       |                                       |                                       | Houston                               |                                       |                                       |
| Miami               |                                       |                                       |                                       |                                       | Memphis                               |                                       |                                       |
|                     |                                       |                                       |                                       |                                       | New Orleans                           |                                       |                                       |
| Washington          |                                       |                                       |                                       |                                       | San Antonio                           |                                       |                                       |
| Division            | 0–0 (Domicile : 0–0; Extérieur : 0–0) | 0–0 (Domicile : 0–0; Extérieur : 0–0) | 0–0 (Domicile : 0–0; Extérieur : 0–0) | 0–0 (Domicile : 0–0; Extérieur : 0–0) | Division                              | 0–0 (Domicile : 0–0; Extérieur : 0–0) | 0–0 (Domicile : 0–0; Extérieur : 0–0) |
| Conférence          | 0–0 (Domicile : 0–0; Extérieur : 0–0) | 0–0 (Domicile : 0–0; Extérieur : 0–0) | 0–0 (Domicile : 0–0; Extérieur : 0–0) | 0–0 (Domicile : 0–0; Extérieur : 0–0) | Conférence                            | 0–0 (Domicile : 0–0; Extérieur : 0–0) | 0–0 (Domicile : 0–0; Extérieur : 0–0) |
| Total               | 0–0 (Domicile : 0–0; Extérieur : 0–0) | 0–0 (Domicile : 0–0; Extérieur : 0–0) | 0–0 (Domicile : 0–0; Extérieur : 0–0) | 0–0 (Domicile : 0–0; Extérieur : 0–0) | 0–0 (Domicile : 0–0; Extérieur : 0–0) | 0–0 (Domicile : 0–0; Extérieur : 0–0) | 0–0 (Domicile : 0–0; Extérieur : 0–0) |